# 小佐治量平
小佐治 量平（こさじ りょうへい、1887年（明治20年）9月10日 - 1969年（昭和44年）11月8日）は、大日本帝国陸軍軍人。最終階級は陸軍少将。

## 経歴
1887年（明治20年）に東京府で生まれた。陸軍士官学校第19期卒業。1936年（昭和11年）3月7日に陸軍歩兵大佐に進級し、第1師団司令部附を経て、5月6日に歩兵第3連隊留守隊長に就任。1937年（昭和12年）3月に熊本連隊区司令官に転じ、1939年（昭和14年）3月9日に津軽要塞司令官に就任し、8月1日に陸軍少将に進級。1940年（昭和15年）3月9日に待命、3月30日に予備役に編入された。